# سامي كبارة
سامي‌ ‌كبَّارة‌ ‌(‌1903-‌ 1967 م)،‌‌ ‌سياسي‌ ‌سوري‌ ‌من‌ دمشق‌،‌ ‌كان‌ ‌صاحب‌ ‌‌جريدة‌ ‌النضال‌ ‌‌وتقلَّد‌ ‌عدَّة‌ ‌مناصب‌ ‌وِزارية‌ ‌في‌ ‌الخمسينيات‌ ‌قبل‌ ‌أن‌ ‌يُعتقَل ‌سنة 1956‌‌ ‌بتهمة‌ ‌الضلوع‌ ‌في‌ ‌محاولة‌ ‌انقلاب‌ ‌على ‌أنصار‌ ‌الرئيس‌ ‌‌جمال‌ ‌عبد‌ ‌الناصر‌ ‌‌في‌ سوريا‌.‌ ‌وهو‌ ‌أحد‌ ‌واضعي‌ ‌دستور‌ سوريا‌ ‌عام‌ ‌‌1950، وكان نائب‌ًا ‌عن‌ ‌مدينة‌ دمشق‌ ‌‌فيما ‌بين‌ 1949 و1958.

## نشأته
ولِد سامي كبارة في دمشق ودَرس العلوم السياسية في جامعة مونبيليه الفرنسية. عاد إلى سوريا وعُيّن أميناً عاماً للمجلس النيابي في عهد الرئيس محمد علي العابد خلال السنوات 1932-1936. وفي عام 1939، أسس جريدة النضال مع صديقه الدكتور منير العجلاني، التي اشتَهَرت بمعارضتها لحُكم الرئيس شكري القوتلي بعد جلاء الفرنسيين سنة 1946. وممَّن عمل في تحريرها الأستاذ أحمد قدامة.

## الحياة السياسية
انتخب سامي كبارة نائباً مستقلاً عن مدينة دمشق عام 1947، وفي سنة 1950 كان أحد مُشرعي دستور سورية الجديد، الذي سحب من صلاحيات رئيس الجمهورية لصالح لرئيس مجلس الوزراء.  عارض حكم العسكر بشدة، بداية مع حسني الزعيم مروراً بسامي الحناوي وصولاً إلى العقيد أديب الشيشكلي عام 1953. وخلال فترة حكم الشيشكلي، فُرض عليه دمج جريدة النضال مع جريدة ألف باء، ليعاد إصدارها تحت اسم «جريدة الأنباء.» وقد تسلّم حقيبتي العدل والصحة في حكومة الرئيس هاشم الأتاسي يوم 14 آب 1949 وكان من أشد المتحمِّسين لقيام وحدة سورية عراقية. وعُيّن وزيراً للداخلية في حكومة الرئيس خالد العظم، من 27 كانون الأول 1949 وحتى 9 آب 1951.

## المؤامرة العراقية
اعتقل سامي كبارة عام 1956، بتهمة التآمر لقلب نظام الحكم في سوريا والتخلص من أنصار الرئيس جمال عبد الناصر بدمشق. وجهت إتهامات لعدد من السياسيين الكبار، منهم عدنان الأتاسي ومنير العجلاني والأمير حسن الأطرش، بتقاضي أموالاً من العراق والتخطيط لإغتيال مدير المكتب الثاني عبد الحميد السراج والزعيم الإشتراكي أكرم الحوراني. بعد إقفال جريدة النضال سيق سامي كبارة إلى سجن المزة العسكري وتمّت محاكمته علنياً من قبل الدولة على مدرج جامعة دمشق، حيث أُدين هو ورفاقه بتهمة الخيانة. ظلّ سجيناً لسنوات قبل أن يتم نقله إلى إقامة جبرية في مصر خلال سنوات الوحدة، ليتم إطلاق سراحه بعد وقوع انقلاب الانفصال يوم 28 أيلول 1961.